# کارل ماندی
کارل ماندی (انگلیسی: Carl Epting Mundy Jr.; ۱۶ ژوئیهٔ ۱۹۳۵ – ۲ آوریل ۲۰۱۴) ژنرال سپاه تفنگداران دریایی ایالات متحده آمریکا بود، که در فاصله سال‌های ۱۹۹۱ تا ۱۹۹۵ به‌عنوان ۳۰مین فرمانده سپاه تفنگداران دریایی فعالیت می‌کرد.
ماندی فعالیت نظامی را از سال ۱۹۵۳ در سپاه تفنگداران دریایی آمریکا آغاز کرد، از ۱۹۸۶ تا ۱۹۸۷ فرمانده تیپ ۴ آبی خاکی بود، از ۱۹۸۷ تا ۱۹۸۹ به‌عنوان فرمانده نیروی دوم تفنگداران دریایی اعزامی فعالیت می‌کرد و از ۱۹۸۹ تا ۱۹۹۱ فرماندهی نیروهای سپاه تفنگداران دریایی ایالات متحده آمریکا را برعهده داشت.